# Cámara Argentina de Productores de Fonogramas y Videogramas
Cámara Argentina de Productores de Fonogramas y Videogramas ou CAPIF é uma organização oficial da Argentina, que representa a indústria fonográfica do país. É uma organização sem fins lucrativos integrada por multinacionais e gravadoras independentes. É também associada a IFPI.